# Budava
A Budava (olaszul: Badò) egy szurdokvölgy és öböl Horvátországban, Isztria megyében, az Isztriai-félsziget délkeleti részén. 

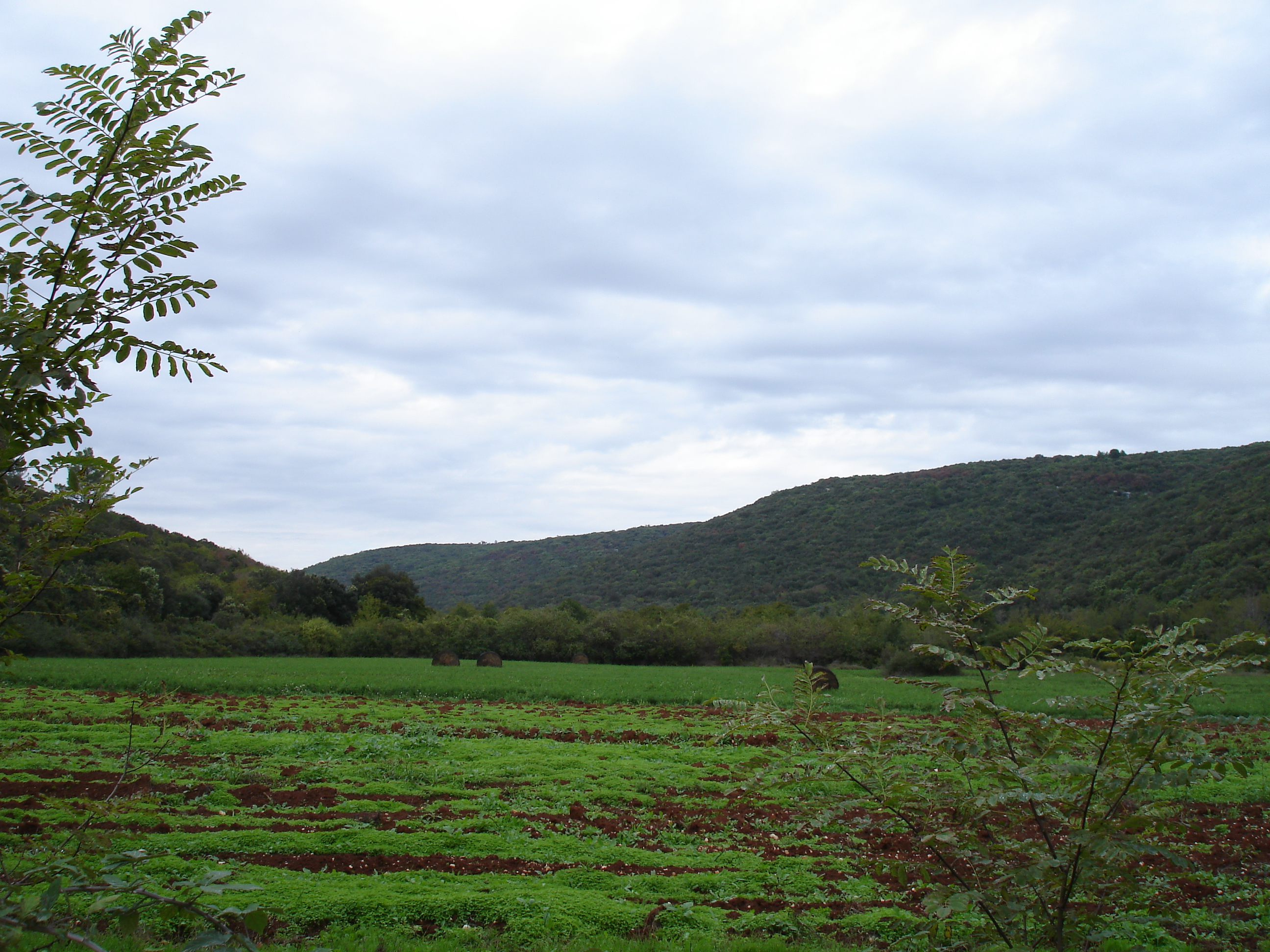
A Budava-szurdok látképe

## Leírása
A Budava-szurdok észak-déli általános irányban húzódik, teljes hossza körülbelül 8 km. Az északi völgy körülbelül 5,5 km-re a Mandalena-szurdoktól, és déli irányban húzódik körülbelül 2,5 km hosszan az öbölig. Délkeleten a Cuf-foknál ér véget. Területe körülbelül 5 km2. Északon a szurdokvölgy körülbelül 65 méteres tengerszint feletti magasságban van, majd a magasság déli irányban csökken, így Nezakcij vonalában mintegy 15 méteres a tengerszint feletti magasság. A szurdok alsó része a víz alatt, az öböl mentén folytatódik. A Vela és a Mala Budava öblök a széleken körülbelül 2 m mélyek, de mélységük fokozatosan növekszik az öböl középső részén 10-ről 30 m-re, a Lastva és Cuf-fokok közötti külső részen pedig 40 méternél nagyobbra. A völgy oldalai körülbelül 150 méter magasak, kivéve a Cuf-fokot, ahol az oldal körülbelül 50 m magas. A völgyben a Kana-patak időszakos vízfolyása teljes hosszában csatornázott. A Mala Budava partjain édesvízforrások vannak.

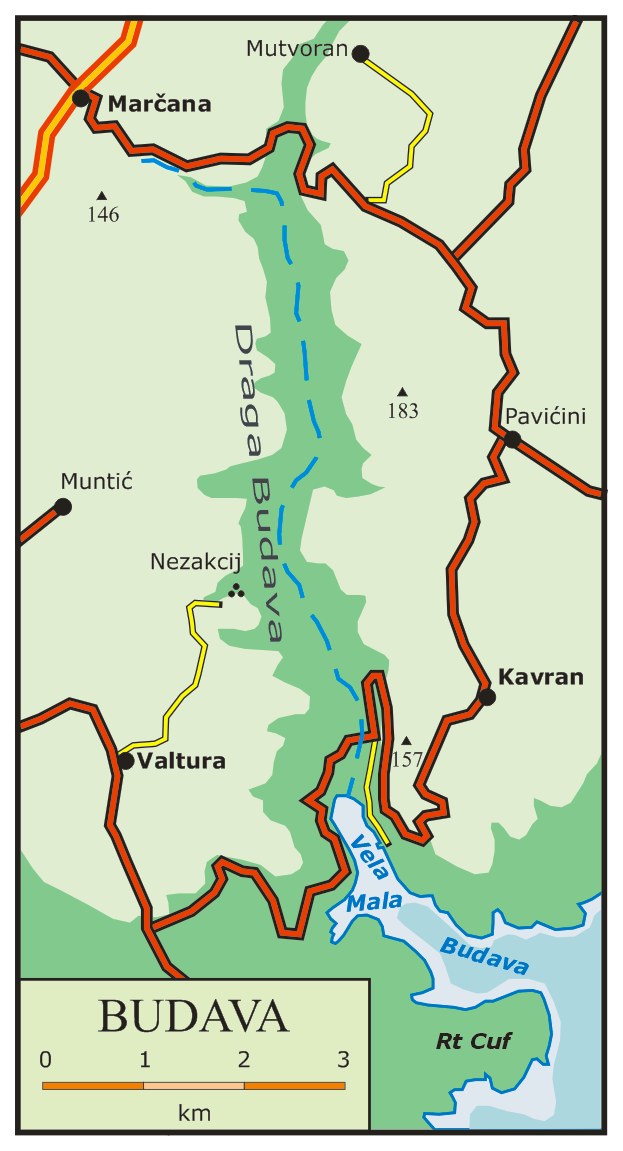
A Budava-szurdok térképe

Budava-szurdok közigazgatásilag Marčana és Ližnjan községek között helyezkedik el, keletről Krnica és Kavran, nyugatról pedig Marčana, Muntić, Valtura és Šišan települések határolják. Magában a szurdokvölgyben nincsenek települések, kivéve a budavai kikötőben található gazdasági épületeket. Nagyobb települések a Budava környékének közvetlen közelében: Marčana, Valtura, Kavran és Muntić.

## Története
A római időkben a Budava-öböl, illetve Nesactium városa volt Histri fő kikötője, ahonnan a histri nép ellenőrzés alatt tartotta a Kvarner-öblöt.

## Turizmus
Természeti szépsége miatt a Budava-öböl védetté nyilvánítását javasolják. Az érintetlen természetnek köszönhetően ma a Budava-öbölben nagy hal- és kagylótenyésztő telep található. A Budava a kerékpáros turizmus egyik kedvelt úti célja. Az egyetlen megépített út a Valtura-Nezakcij és a Kavran-Valtura, amelyek közvetlenül a szurdok mellett és rajta keresztül haladnak. Az öböl és Budava kikötője a tengeren át érhető el.

## Galéria
- A Vela Budava-öböl
- A Mala Budava-öböl
- Halnevelőtelep az öbölben

## Fordítás
Ez a szócikk részben vagy egészben  a   Budava című horvát Wikipédia-szócikk ezen változatának fordításán alapul.  Az eredeti cikk szerkesztőit annak laptörténete sorolja fel. Ez a jelzés csupán a megfogalmazás eredetét és a szerzői jogokat jelzi, nem szolgál a cikkben szereplő információk forrásmegjelöléseként.